# Mitsubishi A6M
Mitsubishi A6M Zero («A» — винищувач; «6» — модель; «M» — Mitsubishi) — японський легкий палубний винищувач часів Другої світової війни. Випускався з 1940 до 1945 р, всього побудовано 11 000 одиниць. A6M мав технічну перевагу над літаками союзників до кінця 1942 р., коли американські з'єднання почали озброюватися «Лайтнингами», які могли диктувати умови бою, використовуючи свою перевагу в льотних характеристиках на великих висотах.. У 1943 р. союзні винищувачі перевершили A6M за показниками вогневої сили, бронювання і швидкості, а також скоротили відставання по маневреності. В 1944 A6M остаточно застарів, але продовжував вироблятися. В останні місяці війни використовувався для атак камікадзе.
Назву «Морський палубний винищувач Тип 00» (Rei shiki Kanjo sentoki,零式舰上戦闘机) A6M отримав від останніх чисел року випуску — 2600 рік японського літочислення (1940). У Японії його неофіційно називали «Рейзен», кодова назва, дана союзниками — «Зік» (Zeke). Пілоти ж називали A6M просто «Зеро» (англ. «Нуль»).

## Розробка
Винищувач Mitsubishi A5M тільки но поступив на озброєння частин на початку 1937 р., як японський флот почав шукати йому можливу заміну. Специфікація на новий палубний винищувач була відправлена до Nakajima та Mitsubishi 19 травня 1937 року в рамках програми «12-Shi». Обидві фірми почали попередні роботи з розробки в очікуванні остаточних специфікацій, при цьому Mitsubishi відклали розробку палубного бомбардувальника — наступника B5M, розпочату в рамках програми «11-Shi».
У жовтні, ґрунтуючись на досвіді, отриманому під час застосування A5M у Китаї, флот висунув такі вимоги: швидкість — 500 км/год на висоті 4000 метрів, та набір висоти — 3000 метрів за 9,5 хвилини. Тривалість польоту з підвісними баками повинна становити від двох годин в нормальному режимі до 6-8 годин в економному. Злітний шлях — менше 70 метрів. Озброєння має складатися з двох 20-мм гармат, двох 7,7-мм кулеметів і двох 30- або 60-кілограмових бомб. На всі літаки повинні встановлюватися повні набори радіо устаткування, включаючи радіопеленгатор. Маневреність повинна залишитися хоча б на тому ж рівні, що й у A5M, при розмаху крил менше 12 метрів, щоб розміщуватися на авіаносці.
Інженери Nakajima вирішили втілення цих характеристик неможливим і в січні наступного року вийшли з конкурсу. Хорікосі Дзіро, головний інженер Mitsubishi, для виконання вимог використовував всі доступні технології зниження ваги, в тому числі широке використання дюралюмінію. Низькорозташоване, вільнонесуче крило, шасі що прибирається з широкою колією, закритий краплеподібний ліхтар кабіни пілота з добрим полем зору робили «Зеро» найбільш технічно оснащеним літаком у світі.

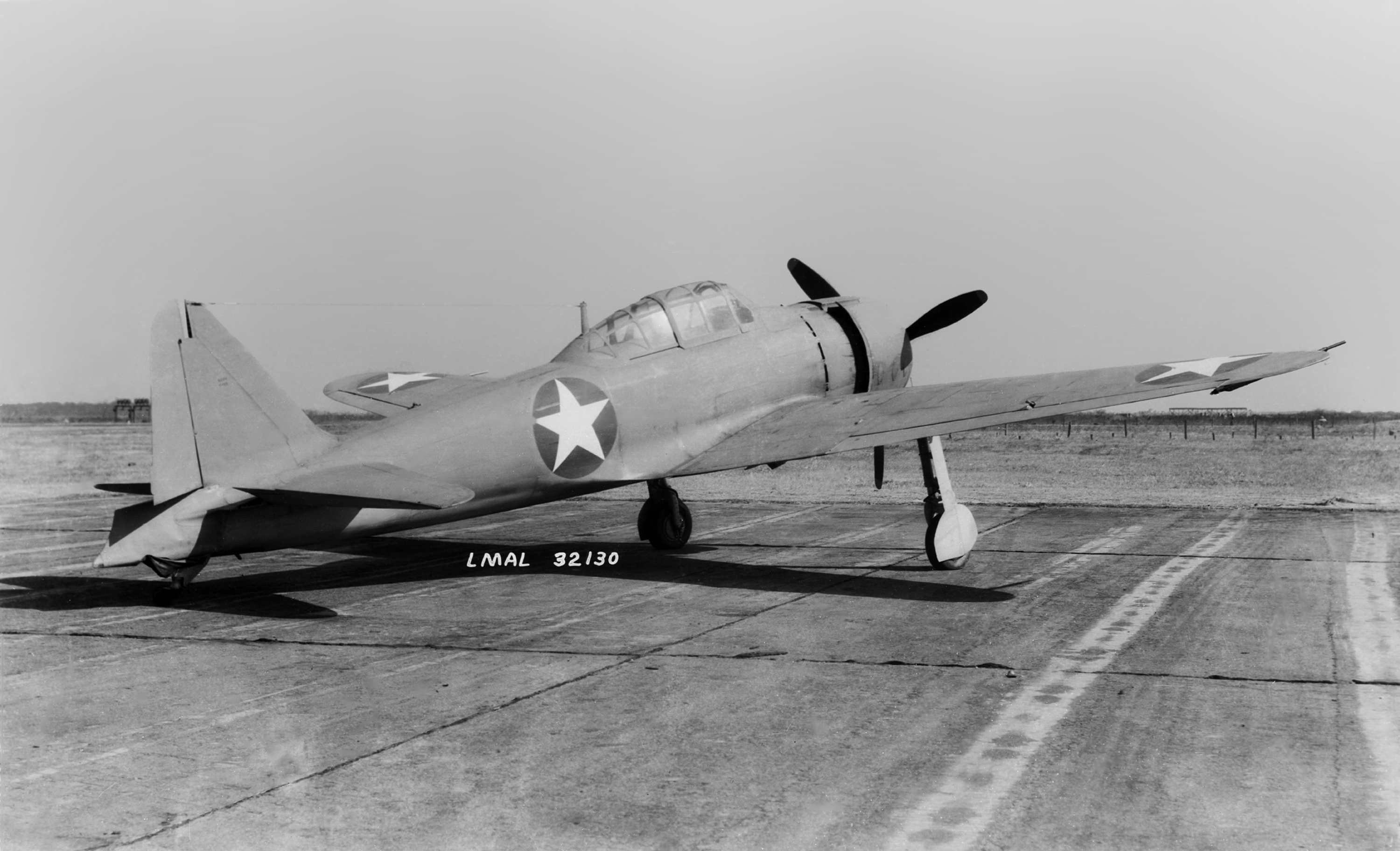
Захоплений A6M2 з американськими розпізнавальними знаками в дослідницькій лабораторії NACA, 8 березня 1943

У порівнянні з західними літаками «Зеро» не мав броньованої спинки крісла пілота та захищених паливних баків, що знижувало його стійкість до бойових пошкоджень. Більшість літаків будувалися з алюмінію марки T-7178, який був легким і міцним, але й більш крихким. Дуже низьке навантаження на крило давало швидкість звалювання близьку 110 км/г — здатність до крутих розворотів, недоступна союзним літакам того часу. За рахунок відхилення тримерів елеронів у протилежну сторону зменшувалися зусилля на ручці управління, але це знижувало швидкість обертання на великих швидкостях — на 260 км/год вона становила 56 градусів за секунду. На швидкості близько 500 км/год швидкість обертання падала до нуля через гнучкість крил.
Американські військові отримали можливість детально вивчити «Зеро» після відновлення майже неушкодженого літака, який приземлився на острові Акутан (Аляска) під час алеутської операції. Японський пілот залетів від бази занадто далеко та, сподіваючись здійснити екстрену посадку на території США, перекинувся і зламав собі шию.

## Модифікації

### A6M1
Перший прототип A6M1 був закінчений у березні 1939 р. Він оснащувався двигуном Mitsubishi Zuisei 13 потужністю 780 к.с. (580 кВт) та дволопатевим повітряним гвинтом зі змінним у польоті кроком. Вперше піднявся в повітря 1 квітня 1939 року й напрочуд швидко пройшов всі тести, оскільки всі характеристики, окрім швидкості, відповідали або і перевищували вимоги флоту. У вересні він був переданий флоту для тестування під позначенням «Палубний винищувач Тип 00» (або A6M1) лише з одним значним зауваженням — замінити повітряний гвинт на трилопатевий, щоб позбутися зайвої вібрації.

### A6M2 модель 11
Під час тестування флотом перших двох прототипів надійшла пропозиція оснастити третій прототип двигуном Nakajima Sakae 12 потужністю 940 к.с. (700 кВт). Mitsubishi мала свій власний двигун цього класу — Mitsubishi Kinsei, тому пішла на це з небажанням. У січні 1940 р. перший A6M2 з двигуном Sakae 12 піднявся в повітря. Додаткова потужність двигуна сильно покращила характеристики літака в порівнянні з початковими специфікаціями.
Нова модель була настільки надійною, що флот укомплектував 12-тий об'єднаний авіаційний корпус в Китаї 15-ма перед-серійними літаками ще 21 липня 1940 року, до закінчення повного набору тестів. Вже в серпні почалось серійне виробництво. Першу повітряну перемогу A6M2 отримав 13 вересня 1940 року над провінцією Чунцин. Радянські винищувачі І-16 та І-153, що були серйозною проблемою для A5M, для «Зеро» не становили загрози. Так, в одній сутичці, 13 «Зеро» раптово атакували велику групу китайських І-15 та І-16, за півгодини, знищили 27 з них, без втрат для себе. Загалом «Зеро» збили 99 китайських літаків, втративши тільки два, при чому через зенітну артилерію. Але в вересні 1941 року всі A6M були повернуті в Японію через підготовку до війни в Тихому океані.
Звіти про характеристики «Зеро», які надходили в США, не сприймалися серйозно військовим командуванням, яке не вірило у здатність Японії побудувати такий літак.

#### Nakajima A6M2-N «Rufe»

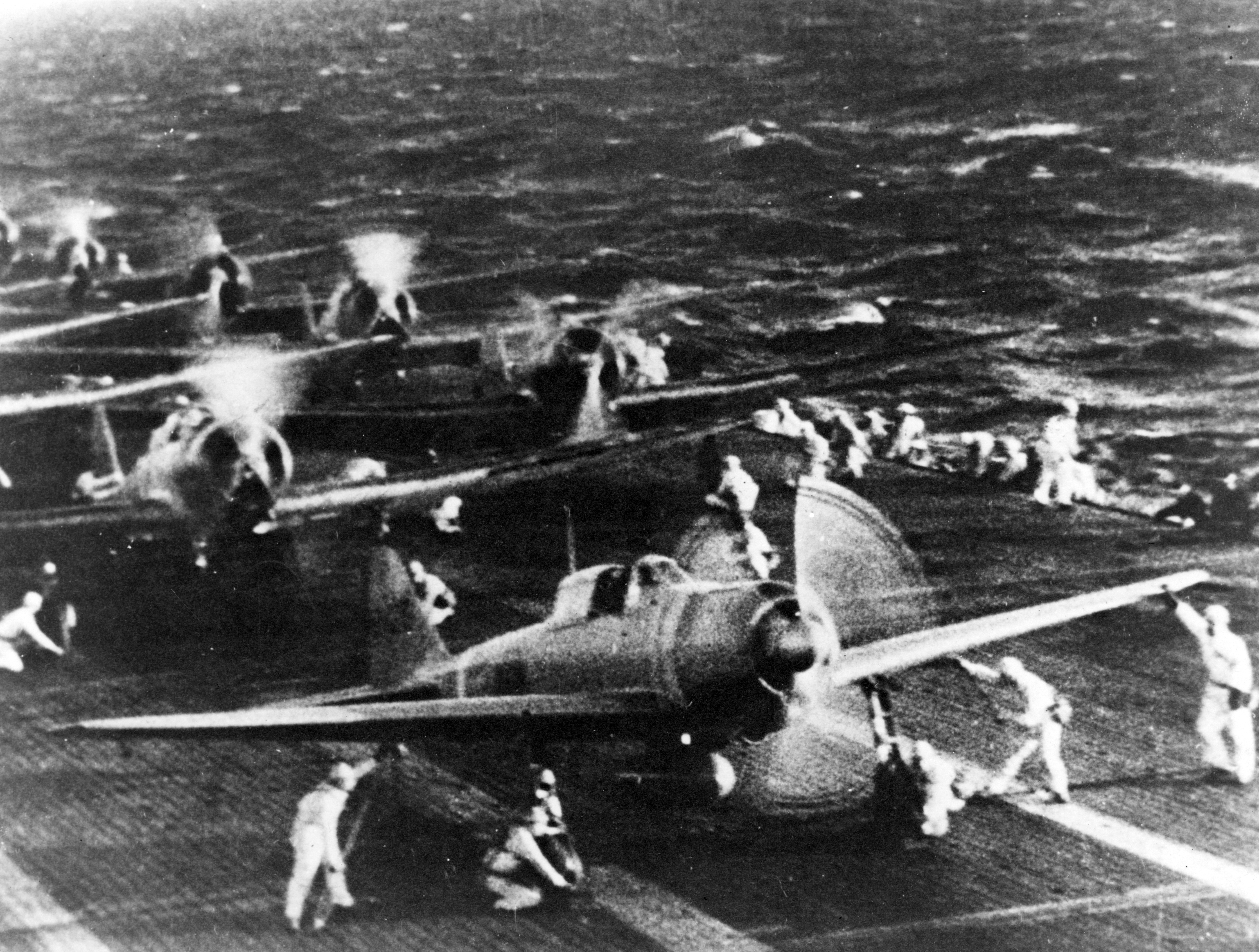
A6M2 «Зеро» модель 21 на палубі авіаносця «Сьокаку» готуються до нападу на Перл-Гарбор

На початку 1941 року почалася розробка поплавкового літака на основі моделі 11. Інженери Nakajima прибрали стійки шасі, встановили великий підфюзеляжний поплавець з паливним баком всередині, на лонжероні закріпили два підтримувальних поплавця, збільшили площу керма і додали невеликий кіль під фюзеляжем. 8 грудня 1941 року прототип здійснив перший політ. Прийнятий на озброєння в липні 1942 р. під позначенням «морський поплавковий винищувач тип 2 модель 11».

### A6M2 модель 21
У листопаді 1940 року була представлена модифікація з складними на 500 мм закінченнями крила, що дозволяло розміщатися на авіаносці. Раніше це було неможливо, так як палубні підйомники авіаносців японського флоту не були пристосовані для літаків з довжиною крила понад 11 метрів. 740 літаків цієї модифікації були побудовані Mitsubishi та 800 — Nakajima.
Так само ця модель стала основою для двомісного тренувального літака A6M2-K, 508 одиниць якого збудували Hitachi та 21-й арсенал морської авіації в Сасебо.

### A6M3 модель 32
Наприкінці 1941 року Nakajima представила двигун Sakae 21 потужністю 1130 к.с. (840 кВт), оснащений двоступінчастим нагнітачем, що збільшував продуктивність на великих висотах. Через нагнітачі новий двигун був трохи важчий і довший, що призвело до зміщення центру ваги занадто далеко вперед. Було прийнято рішення скоротити на 200 мм кріплення двигуна до моторами, зсунувши його, таким чином, до кокпіту. Це спричинило зменшення місткості головного паливного бака, розташованого прямо за двигуном, з 518 до 470 літрів.
Іншою важливою зміною було видалення складних закінчень крила. Це дало набагато більший ефект, ніж очікувалося спочатку. Менша площа крила збільшила швидкість обертання, а зменшений лобовий опір дозволяв пікірувати на швидкості до 670 км/год. З іншого боку зменшилися маневреність та дальність польоту, що дуже не подобалося пілотам та Штабу морської авіації. Менший радіус дії вніс серйозні обмеження під час кампанії на Соломонових островах в 1942 році.
Так само були збільшені магазини крилових 20-мм гармат, тепер вони могли вміщати до 100 снарядів (раніше 60). Магазини, виконані у вигляді барабанів, стали виступати за габарити крила і були закриті обтічником.
Модель 32 почала проводитися в квітні 1942 р. Всього побудовано 343 літаки. Спочатку військові США зарезервували кодову назву «Хеп» для цієї моделі, перш ніж усвідомили що це всього лише модифікація «Зеро».

### A6M3 модель 22
Через втрату частини авіаносців при острові Мідвей літакам доводилося діяти з сухопутних баз, літаючи на великі відстані. Щоб компенсувати зменшений радіус дії моделі 32 знову стали використовуватися складні закінчення крил. Так само стали встановлюватися два додаткових крилових паливних бака по 45 літрів. Таким чином вдалося досягти найбільшої дальності польоту серед всіх моделей «Зеро».
На деякі літаки (позначалися «модель 22а») ставилися удосконалені гармати Тип 99 модель 2 модифікація 3 з подовженим стволом, та збільшеною скорострільністю. Ще кілька прототипів, позначених «модель 22б», озброювалася 30-мм гарматою Тип 5, але в серію не пішли через слабкість конструкції крила, що не витримували віддачу настільки потужних гармат.
Всього, з грудня 1942 р. було вироблено 560 літаків цієї моделі.

### A6M4
Два A6M2, оснащені експериментальною моделлю двигуна Sakae з газотурбінних нагнітачів для використання на великих висотах, отримали позначення A6M4. В 1943 р. за розробку модифікації і тестування цих двох прототипів взявся 1-й технічний арсенал морської авіації в Йокосуці. Брак необхідних сплавів використовуваних у виробництві газотурбінної нагнітачів сильно позначився на розробці і вона була згорнута. Дані, отримані при розробці A6M4, в подальшому використовувалися при виробництві більш технологічного A6M5, і дозволили прискорити його розробку що велась у той час Mitsubishi.

### A6M5 модель 52

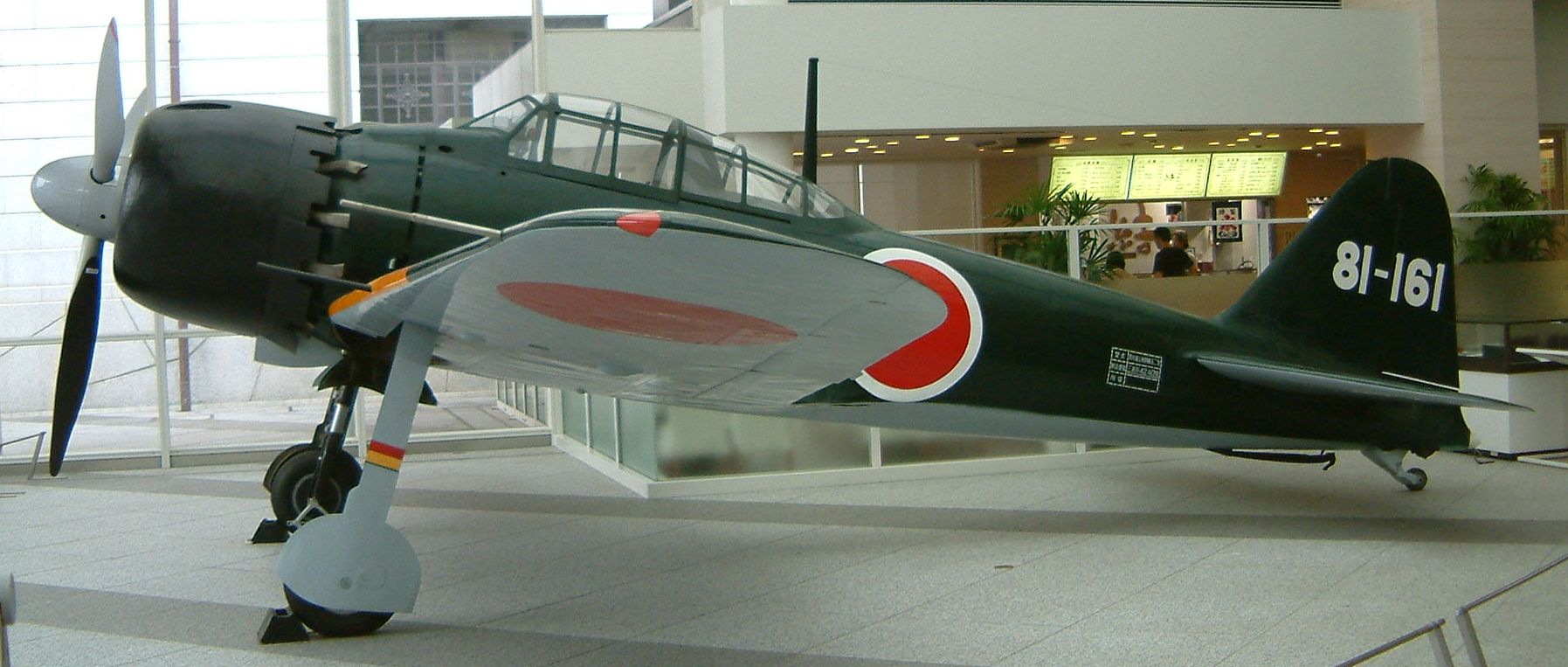
A6M5 модель 52

Восени 1943 року була представлена модель A6M5 — модифікація A6M3 на який стали встановлювати крило меншого розмаху і площі — 11 метрів (площа 21,3 м ²) з посиленою обшивкою, завдяки чому збільшилася швидкість обертання і досягалася швидкість 657 км/год в пікіруванні. Так само була перероблена система вихлопу — кожна пара циліндрів отримала по вихлопному патрубку, замість загального колектора вихлопних газів — це дало кілька додаткових км/год до швидкості. Щоб розпечені вихлопні гази не прожарювали обшивку в районі патрубків її підсилили сталевим листом. Швидкість літака зросла до 565 км/год на висоті 6000 м, ставши, таким чином, найшвидшої модифікацією «Зеро».
Ця модифікація мала стати тимчасовою заміною для літака A7M розробка якого постійно затримувалась. Через це A6M5 виготовлявся аж до кінця війни. Загалом було побудовано 1701 літак.

#### Варіанти
- A6M5a «Kou» — встановлювалися гармати Тип 99-II Мк 4 з стрічковим живленням по 125 снарядів. Також було посилено крила, що дозволило ще більше підняти швидкість пікірування.
- A6M5b «Otsu» — перша модель отримала 50-мм  лобове бронескло. Фюзеляжні баки оснащувалися системою пожежогасіння. Один 7,7-мм кулемет замінили на 13,2-мм кулемет Тип 3.
- A6M5c «Hei» — останній 7,7-мм кулемет демонтували. У крилі, поруч з 20-мм гарматами, змонтували два додаткових 13,2 мм кулемета. Пілот отримав захист у вигляді бронеспинки і бронезаголовник. За кабіною пілота змонтували додатковий протектирований бензобак на 140 літрів.
- A6M5d-S — нічний винищувач озброєний однієї 20-мм гарматою встановленою під кутом («неправильна музика»).

### A6M6c

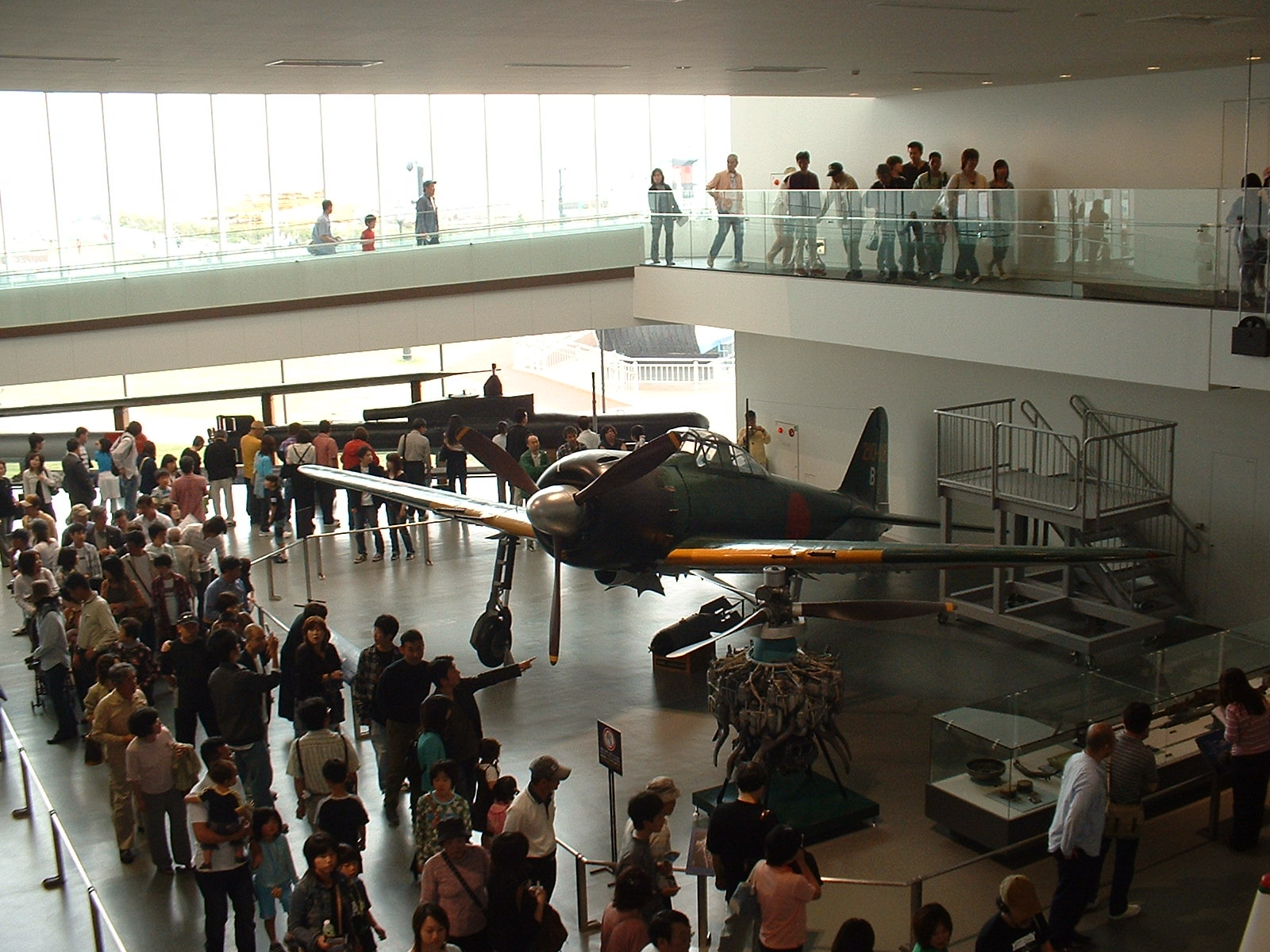
A6M6 в морському музеї в Куре (музей Yamato)

Після поразки в Філіппінах японське командування в терміновому порядку доручила Mitsubishi розробити нову модифікацію. Специфікації були доставленні 23 липня 1944 і вимагали встановлення двох додаткових 13.2 мм кулеметів, покращення бронювання, збільшення баку і встановлення підвісів для некерованих ракет. Нову модифікацію розробляв Ейтаро Сано, який вимагав замінити двигун на Mitsubishi Kinsei, але флот наказав використовувати модель Sakae. Перший прототип (перероблений з A6M5) все ще мав двигун Sakae 21. Проведені в вересні 1944 року тести були загалом успішними, окрім невеликих змін обшивки крил навколо гармат.
Перші 93 літаки були виготовлені саме в такій конфігурації, але в листопаді було представлено нову — оснащену двигуном Nakajima Sakae 31 з системою впорскування водно-метанолової суміші та протектированими криловими баками, яка отримала свою назву A6M6 модель 53С. Подальше виробництво було перенесено на заводи Nakajima. Хоча льотні характеристики літака покращились, новий двигун мав багато проблем, які вже не було можливо вирішити.

### A6M7
Модифікація A6M6 спеціально розроблена для атак камікадзе. Двигун Nakajima Sakae 31b, з двоступінчастим нагнітачем і без системи вприскування водно-метанолової суміші, також підвіс для 250-кг бомби. Окрім цього було посилено хвостове керування і з'явилась можливість підвішувати ще два 350 літрові баки під крилами.

### A6M8
Проблеми з двигуном Sakae 31 все ж переконали командування спробувати двигуни Mitsubishi Kinsei 62. Виробництво двох прототипів було затверджено в листопаді 1944, а в травні 1945 нова модифікація A6M8 піднялась в повітря. Результати тестів були успішними, і після доопрацювання системи охолодження модифікацію мали взяти на озброєння. Через більші розміри двигуна прийшлося прибрати кулемети з фюзеляжу. Командування сподівалось, що A6M8 змінить ситуацію в повітрі, і видало замовлення на 6300 літаків, але жоден з серійних літаків так і не був побудований через ситуацію в якій перебувала японська індустрія.

## Тактико-технічні характеристики

### Технічні характеристики
|                         | A6M2 «Модель 21»            | A6M3 «Модель 32»            | A6M5 «Модель 52»            | A6M8 «Модель 64»            |
| ----------------------- | --------------------------- | --------------------------- | --------------------------- | --------------------------- |
| Екіпаж                  | 1 особа                     | 1 особа                     | 1 особа                     | 1 особа                     |
| Довжина                 | 9,06 м                      | 9,06 м                      | 9,12 м                      | 9,24 м                      |
| Висота                  | 3,05 м                      | 3,51 м                      | 3,51 м                      | 3,64 м                      |
| Розмах крил             | 12 м                        | 11 м                        | 11 м                        | 11 м                        |
| Площа крил              | 22,44 м²                    | 21,53 м²                    | 21,3 м²                     | 21,3 м²                     |
| Маса пустого            | 1 680 кг                    | 1 807 кг                    | 1 876 кг                    | 2 150 кг                    |
| Маса спорядженого       | 2 410 кг                    | 2 544 кг                    | 2 733 кг                    | 3 150 кг                    |
| Максимальна злітна маса | 2 796 кг                    | -                           | -                           | -                           |
| Навантаження на крило   | 107.4 кг/м²                 | 118.1 кг/м²                 | 128.3 кг/м²                 | 147.9 кг/м²                 |
| Двигуни                 | Nakajima Sakae 12           | Nakajima Sakae 21           | Nakajima Sakae 21           | Mitsubishi Kinsei 62        |
| Потужність              | 950 к. с.                   | 1100 к. с.                  | 1100 к. с.                  | 1 560 к. с.                 |
| Питома потужність       | 2.5 кг/к.с.                 | 2.3 кг/к.с.                 | 2.4 кг/к.с.                 | 2 кг/к.с.                   |
| Максимальна швидкість   | 534 км/г (на висоті 4500 м) | 545 км/г (на висоті 6000 м) | 565 км/г (на висоті 6000 м) | 572 км/г (на висоті 6000 м) |
| Крейсерська швидкість   | 330 км/г                    | 370 км/г                    | 370 км/г                    | -                           |
| Максимальна дальність   | 3 100 км                    | 2 400 км                    | 1 920 км                    | -                           |
| Практична стеля         | 10 000 м                    | 11 050 м                    | 11 740 м                    | 11 200 м                    |
| Час набору висоти       | 6000 м за 7 хв. 27 с.       | 6000 м за 7 хв. 19 с.       | 6000 м за 7 хв. 01 с.       | 6000 м за 6 хв. 50 с.       |

### Озброєння
- A6M1, A6M2, A6M3, A6M5, A6M5a:
  - 2 × 7.7 мм кулемети «Тип 97» — в фюзеляжі
  - 2 × 20 мм гармати «Тип 99» — в крилах
- A6M5b:
  - 7.7 мм кулемет «Тип 97» — в фюзеляжі
  - 13.2 мм кулемет «Тип 3» — в фюзеляжі
  - 2 × 20 мм гармати «Тип 99» — в крилах
- A6M5c, A6M6c, A6M7:
  - 3 × 13.2 мм кулемет «Тип 3» — два в крилах і один в фюзеляжі
  - 2 × 20 мм гармати «Тип 99» — в крилах
- A6M8:
  - 2 × 13.2 мм кулемет «Тип 3» — в крилах
  - 2 × 20 мм гармати «Тип 99» — в крилах
- A6M3 (експеримент):
  - 2 × 7.7 мм кулемети «Тип 97» — в фюзеляжі
  - 2 × 30 мм гармати «Тип 99» — в крилах
- A6M5с-S:
  - 2 × 7.7 мм кулемет «Тип 97» — в фюзеляжі
  - 3 × 20 мм гармати «Тип 99» — дві в крилах, одна напрямлена під кутом вверх.
- Зовнішні підвіси:
  - 2 × 60 кг бомби
  - 250 кг бомба — для атак камікадзе
  - 500 кг бомба — для атак камікадзе A6M7, A6M8
  - 8 × 10 кг некерованих ракет — A6M6с, A6M8
  - 2 × 60 кг некеровані ракети — A6M6с, A6M8
  - 330 літровий паливний бак
  - 2 × 350 літровий паливний бак — A6M7, A6M8

### Виробництво
A6M став наймасовішим японським літаком часів Другої світової війни. Загалом було виготовлено 10 449 літаків (не враховуючи модифікації A6M2-N, A6M2-K і A6M5-K).
| Період                        | Завод Mitsubishi | Завод Nakajima | Всього |
| Березень 1939 — Березень 1942 | 722              | 115            | 837    |
| Квітень 1942 — Березень 1943  | 729              | 960            | 1689   |
| Квітень 1943 — Березень 1944  | 1164             | 2268           | 3432   |
| Квітень 1944 — Березень 1945  | 1145             | 2342           | 3487   |
| Квітень 1945 — Серпень 1945   | 119              | 885            | 1004   |
| Всього                        | 2879             | 6570           | 10 449 |

## Історія використання

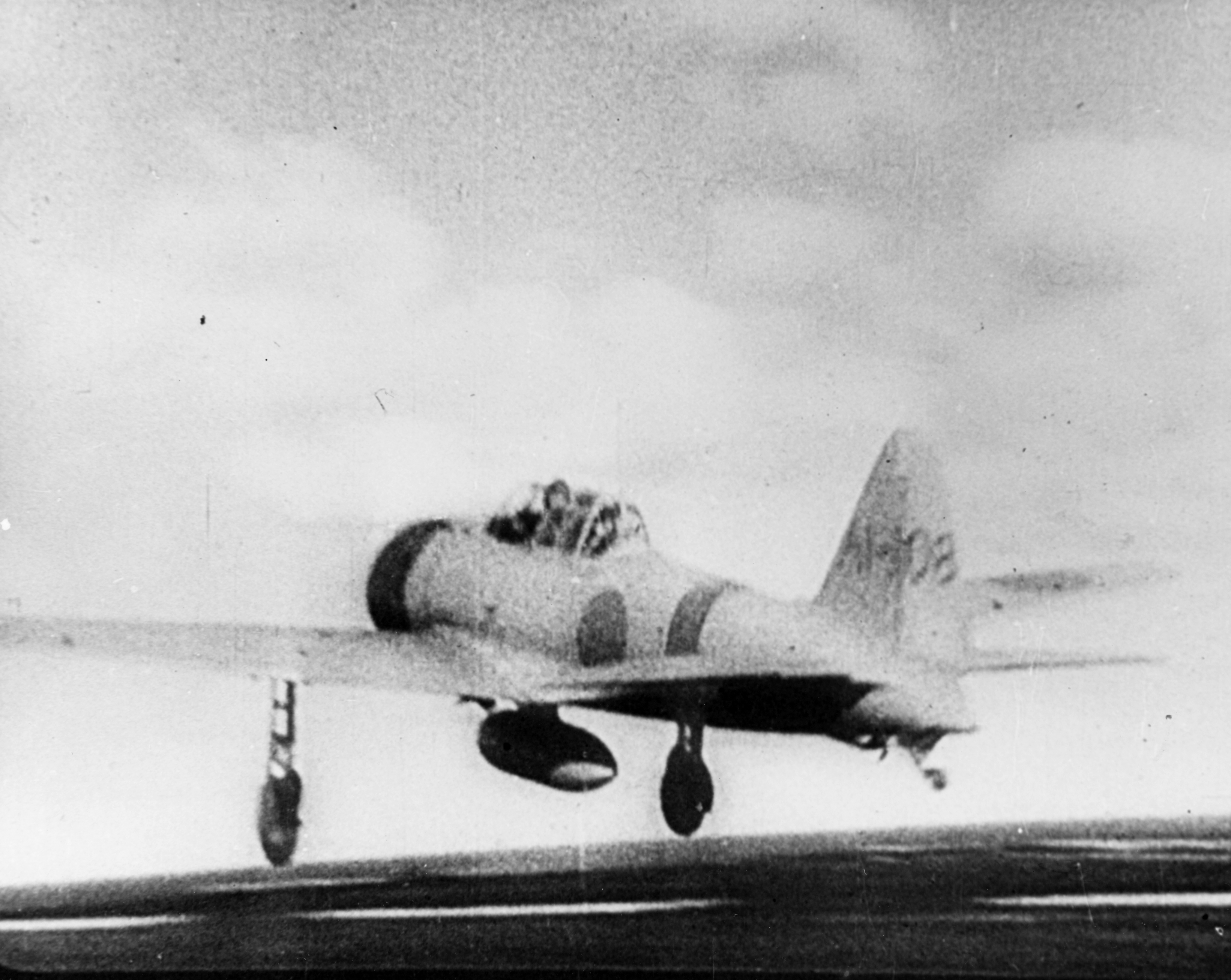
«Зеро» злітає з палуби авіаносця «Акагі» для атаки Перл-Гарбора

Дебют «Зеро» відбувся у серпні 1940 р. в Китаї. Через недостатній радіус дії застарілі A5M не могли супроводжувати японські бомбардувальники й ті несли великі втрати від китайських винищувачів. Все змінилося з прибуттям «Зеро». Під час перших операцій із супроводу бомбардувальників жоден винищувач не піднявся в повітря на перехоплення, так як китайці дізналися про прибуття «Зеро» і ретельно розосередили свої літаки. Всього передсерійні «Зеро» знищили 99 літаків у Китаї (за іншими даними 266).
Під час нападу на Перл-Гарбор у строю знаходилося 420 «Зеро». Окрім Перл-Гарбору удару було завдано по Філіппінах, де за дві години «Зеро» просто знищили всю наявну загрозу. Американці часто виявляли їх набагато далі від авіаносців ніж припускали, через неймовірну дальність польоту — 2600 км. Також «Зеро» перевершували союзні винищувачі за багатьма іншими параметрами і швидко завоювали добру репутацію. Під прикриттям «Зеро» японські бомбардувальники успішно діяли по всьому Тихому океані, зокрема літаки Об'єднаного флоту перемагали в боях за Вейк, Цейлон, а «Зеро» наземного базування воювали над Філіппінами і Голландською Ост-Інідєю.
Проте переможну ходу японського флоту було спочатку сповільнено внаслідок битви в Кораловому морі, а потім зовсім зупинено поразкою в Мідвеї. З цього моменту «Зеро» почали діяти в обороні, де їхня відсутність будь-якого захисту ставала критичною, а втрати досвідчених пілотів тільки погіршили ситуацію. Також до цього моменту союзники вже розробили спеціальну тактику і нові винищувачі.

Схема «візерунка Тача»

Так як вплутуватися в маневрений бій із «Зеро» було смертельно небезпечно, то для боротьби з ним американці використовували тактику «вдарив-утік» і «візерунок Тача» названий на честь винахідника — Джона «Джиммі» Тача. Ця тактика вимагає два літаки що летять на відстані близько 60 метрів. Коли «Зеро» сідає на хвіст одному з винищувачів, то вони починають повертати назустріч один до одного. Якщо «Зеро» продовжує переслідувати свою мету, то потрапляє в приціл другому винищувачу. Використання цієї тактики дало значні результати у битві у Кораловому морі та у битві за Мідвей, так само допомогло поправити становище американських пілотів до надходження на озброєння нових типів літаків.
Окрім захисту баків і пілота, A6M програвали також і в загальній міцності конструкції. Японський ас Сабуро Сакаї згадував:
| Ліві лапки | Я був у повній впевненості в своїй здатності знищити «Грумман» і вирішив збити ворожий винищувач використовуючи тільки 7,7-мм кулемети. Я повернув вимикач 20-мм гармат в положення «вимк» і наблизився. З якоїсь незрозумілої причини, навіть після того, як я випустив п'ять або шість сотень куль прямо в «Грумман», літак не падав і продовжував політ. Я подумав що це дуже дивно — такого ніколи не траплялося раніше. Я став скорочувати відстань між літаками до тих пір поки що, здавалося, міг простягнути руку і доторкнутися до «Груммана». На мій подив, кермо напряму і хвіст перетворилися в клапті і виглядали як старий дірявий шматок ганчірки. Не дивно що з літаком в такому стані пілот не міг продовжувати бій. «Зеро», що отримав так багато куль, перетворився б на вогненну кулю. | Праві лапки |

Відсутність захищенних паливних баків і будь-якого бронювання в поєднанні з небажанням пілотів, всупереч наказу, надягати парашути призводило до великих втрат досвідчених кадрів. Ще більше загострював ситуацію триваліший період навчання японського льотчика у порівнянні із союзниками. Навіть взяття на озброєння «A6M5b», який отримав нарешті бронескло і захист баків, не змінило ситуації в повітрі — їх вперше застосували під час битви у Філіппінському морі повітряна частина якої отримала від американських пілотів назву «Велике Маріанське полювання на індичок» (англ. Great Marianas Turkey Shoot), де в перший день японці втратили 350 літаків, а американці — 30.
Коли Grumman F6F Hellcat, Vought F4U Corsair та Lockheed P-38 Lightning з'явилися в небі над Тихим океаном «Зеро» зі своїм малопотужним двигуном утратив конкурентоспроможність. Співвідношення втрат з 1:1 зросло до більш ніж десяти збитих японських літаків на один американський. Такому успіху сприяла все більша кількість недосвідчених японських льотчиків. Однак у досвідчених руках «Зеро» все ще був смертельно небезпечний.
Під час битви в затоці Лейте, японські винищувачі вже програвали по усіх параметрах, і тому було використану нову тактику — камікадзе. Для цього на Зеро підвішували 250 кілограмову бомбу. 25 жовтня 1944 року відбулась перша успішна атака камікадзе, коли п'ять Зеро змогли потопити авіаносець «Сент-Ло» і пошкодити ще п'ять

### Кодова назва
Коли союзники почали надавати японським літакам назви A6M отримав кодову назву «Зік» (англ. Zeke), проте через погану комунікацію в Бірмі і Індії літак отримав дві назви «Рей» (англ. Ray) і «Бен» (англ. Ben), але згодом були замінені. Також A6M3 модель 32 через інше закінчення крила отримав назву «Хеп» (англ. Hap) на честь клички генерала Арнольда, але доволі швидко помилку було виявлено.
Частково через заплутаність з назвою, а також через те що союзники швидко дізнались японську назву моделі з характерними двома нулями «Морський палубний винищувач Тип 00» замість офіційних назв прижилась назва дана самими пілотами — «Зеро» (англ. Zero — Нуль).